# بازی‌های ویدئویی در اندونزی
بازی‌های ویدئویی در اندونزی یک بخش رو به رشد از بازار است که در حال حاضر به‌عنوان شانزدهمین بازار بزرگ در جهان محسوب شده و در سال ۲۰۱۷ نیمی از بازار جنوب شرق آسیا را تشکیل می‌داده‌است. بیش از ۴۰ میلیون نفر در این کشور بازی‌بازهای فعال هستند، و بخش بازی‌های موبایل در زمینهٔ بازدهی مالی، بخش غالب بازار محسوب می‌شود. توسعهٔ بازی‌های ویدئویی در این کشور با وارد شدن کنسول‌ها به بازار و ظهور مراکز بازی‌های آرکید، و سپس توسعهٔ گیم‌پلی آنلاین در بازی‌های رایانه‌ای و افزایش رواج کافی‌نت‌ها آغاز شد. بازی‌های موبایل همزمان با معرفی تلفن‌های هوشمند به‌مرور اهمیت کسب کردند.
با وجود این که صنعت بازی‌های ویدئویی اندونزی بخش کوچکی از درآمدهای داخلی از بازی‌های ویدئویی را به خود اختصاص داده‌است، اما سهم مشارکت این صنعت در اقتصاد ملی این کشور در سال ۲۰۱۵ حدود ۱٫۱ میلیارد دلار بوده‌است. سرقت بازی‌های ویدئویی نیز در سراسر این کشور رواج دارد و بخش بخش عمده‌ای از بازی‌های نصب‌شده را این بازی‌های سرقت‌شده تشکیل می‌دهند.

## تاریخچه
توسعهٔ بازی‌های ویدئویی در اندونزی در میانه‌های دههٔ ۱۹۸۰ و بواسطهٔ کنسول‌های بازی وارداتی مانند سوپر نینتندو، پلی‌استیشن و اکس‌باکس آغاز شد. علاوه بر این مراکز آرکید نیز پس از آن ظهور کردند که مراکز بزرگ زنجیره‌ای تایم‌زون که در سال ۱۹۹۵ در اندونزی شروع به کار کردند، و مرکز آمازون که در سال ۲۰۰۱ تأسیس شد را شامل می‌شدند. به گفتهٔ یکی از طراحان مشغول در باندای نامکو، از میان ۱٬۵۰۰ ماشین آرکید که در منطقهٔ آسیا-اقیانوسیه توزیع شدند، ۱٬۰۰۰ مورد آن‌ها در اندونزی فعال بودند.
پس از آن و در اواخر دههٔ ۱۹۹۰ و اوایل دههٔ ۲۰۰۰، بازی‌های رایانه‌ای مانند استارکرفت و کانتر استرایک در کنار امکانات آنلاین خود وارد عرصه شدند. در حالی که بیشتر بازی‌های موجود در اندونزی وارداتی بودند، بازی‌هایی نیز وجود داشتند که در خود کشور اندونزی توسعه یافته‌بودند. از جملهٔ این عنوان‌ها می‌توان بازی نوسانتارا آنلاین (یک بازی برخط چندنفره گسترده که دربردارندهٔ تاریخ اندونزی پیش از دوران استعمار بود) اشاره کرد. عنوان‌های داخلی دیگری نیز وجود داشتند، یکی از آن‌ها بازی اودیشن آنلاین بود که در بازار داخلی و همزمان با معرفی آن در اندونزی در سال ۲۰۰۷ با نام آیودنس شناخته می‌شد. عرضهٔ این بازی رونق عمده‌ای را برای کافی‌نت‌ها (شناخته‌شده با نام وارنت در داخل کشور، واژه‌ای مرکب از وارونگ اینترنت) به‌دنبال داشت. تعداد کافی‌نت‌ها در سطح کشور اندونزی در سال ۲۰۰۲ معادل ۲٬۵۰۰ مکان بود و این رقم در سال ۲۰۰۷ به ۵٬۰۰۰ کافی‌نت رسید.
با توجه به ظرفیت بازار اندونزی، بازی‌های متعددی به‌طور ویژه برای مخاطبان این کشور بومی‌سازی شدند. از جمله نمونه‌های این بازی‌ها می‌توان به بازی تیراندازی اول شخص با نام نیروی ویژه محصول کره جنوبی، که شامل مراحلی در جاکارتا همراه با بنای یادبود ملی به‌عنوان پس‌زمینه بود، و همچنین بازی فصل برداشت اشاره کرد. استودیوی ماتاهاری، که در سال ۲۰۱۰ تعطیل شد، غالباً به‌عنوان نخستین توسعه‌دهندهٔ داخلی بازی‌های ویدئویی در اندونزی شناخته می‌شود. اگرچه این استودیو به‌جای توسعهٔ بازی‌های اختصاصی خود، در بیشتر مواقع محصولات برون‌سپاری شدهٔ استودیوهای بزرگ را عرضه می‌کرد.
اخیراً با افزایش تعداد کاربران تلفن‌های هوشمند باعث پیشرفت بازی‌های آنلاین مبتنی بر موبایل شده‌است و هزینه‌های کمتر برای توسعهٔ این نوع بازی‌ها به کمک توسعه‌دهندگان داخلی آمده‌است. این تغییرات همچنین این امکان را فراهم کرده‌است که بازیکنان پایهٔ بازی‌های ویدئویی از گروه گیمرهای نوجوان معمول به جمعیت غیرقابل پیشبینی‌تری گسترش یابد. پلتفرم‌های این دسته از بازی‌ها علاوه بر وبگاه‌هایی نظیر فیسبوک، شامل فروشگاه‌های اپلیکیشن آی‌اواس و اندروید نیز می‌شوند.
بازی‌های آسیایی ۲۰۱۸ که در اندونزی برگزار شد، شامل رویدادی نمایشی برای ورزش‌های الکترونیک بود.

## آمار

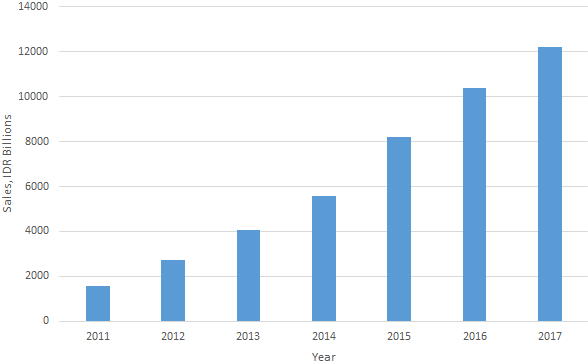
فروش بازی‌های ویدئویی در اندونزی، ۲۰۱۱–۲۰۱۷

طبق اعلام یک مؤسسهٔ پژوهشی در زمینه بازی به‌نام نیوزو، تعداد بازی‌بازهای فعال در اندونزی در سال ۲۰۱۷ ۴۳٫۷ میلیون نفر برآورد شده‌است. این افراد در مجموع ۸۷۹٫۷ میلیون دلار در این زمینه هزینه کرده‌اند که به‌طور میانگین معادل ۲۰٫۱۳ دلار در سال به ازای هر شخص است. این موضوع اندونزی را به بزرگترین بازار بازی‌های ویدئویی در منطقهٔ جنوب شرق آسیا بدل کرده و این کشور را پس از تایوان و بالاتر از کشور هند در ردهٔ شانزدهمین بازار بزرگ بازی در جهان قرار داده‌است. طبق اعلام یورومونیتور بازدهی این صنعت با رشد سالانه‌ای به میزان ۴۴٫۴٪، از ۱٫۸۱۲ تریلیون روپیه اندونزی در سال ۲۰۱۱ به ۱۱٫۳۹۵ تریلیون روپیه اندونزی در سال ۲۰۱۶ رسیده‌است. طی پژوهش دیگر که توسط یونیتی تکنولوژیز انجام گرفت، مشخص شد که بازار بازی‌های ویدئویی اندونزی سریع‌ترین روند رشد در منطقهٔ جنوب شرق آسیا را داشته‌است. از میان آمار فروش در سال ۲۰۱۶، ۹۸٪ فروش بازی‌ها از طریق خرده‌فروشی اینترنتی در قالب نرم‌افزار بوده‌است. فروش سخت‌افزار بازی‌های ویدئویی که شامل کنسول‌ها و تجهیزات جانبی می‌شود، بین سال‌های ۲۰۱۱ تا ۲۰۱۶ تنها حدود ۲۰۰ میلیارد روپیه اندونزی در سال بوده‌است.
تقریباً ۵۶٪ از بازیکنان بازی‌های رایانه‌ای در اندونزی مرد هستند که از این جمعیت ۲۶٪ در ردهٔ سنی ۲۱ تا ۳۵ سال قرار دارند. این دو گروه دارای بیشترین جمعیت در میان گروه‌های مختلف بازیکنان بازی‌های رایانه‌ای هستند. همچنین از میان ۴۴٪ بازیکنان زن در اندونزی، ۱۵٪ در ردهٔ سنی ۱۰ تا ۲۰ سال، ۲۱٪ در ردهٔ سنی ۲۱ تا ۳۵ سال و ۸ درصد دیگر در سنین بین ۳۵ تا ۵۰ سال قرار دارند. بر پایه اعلام یورومونیتور، کنسول‌های شرکت سونی با ۶۰٫۶٪ سهم از بازار اندونزی، محبوب‌ترین کنسول‌های این باز بوده و پس از آن به‌ترتیب شرکت‌های مایکروسافت و نینتندو قرار گرفته‌اند. بازی‌های موبایل نیز با ۵۲٪ سهم از بازار بازی‌های ویدئویی اندونزی، دارای بیشترین میزان کسب درآمد از این بازار هستند.

## فرهنگ بازی
با وجود کاهش محبوبیت کافی‌نت‌ها در سال‌های اخیر به دلیل کیفیت بالاتر اینترنت موبایل، این مکان‌ها همچنان در شهرهای بزرگ و شهرک‌ها کوچک رواج دارند و برخی از آن‌ها رایانه‌های قدرتمندتری را برای بازی‌های رقابتی در اختیار گیمرها قرار می‌دهند. ویدئو گیمز اندونزی (VGI) که در سال ۲۰۰۲ بنیان‌گذاری شد، تا پیش از تعطیلی در سال ۲۰۱۶ قدیمی‌ترین جامعهٔ بازی در اندونزی بود.
در مطالعه‌ای که در سال ۲۰۱۳ انجام گرفت، شیوع اعتیاد به بازی‌های ویدئویی در میان دانش‌آموزان مدرسه‌ای اندونزی بیش از ۱۰ درصد تخمین زده شد؛ اگرچه نویسندگان این تحقیق پذیرفته‌اند که شیوه‌های این مطالعه برای دستیابی به نتیجهٔ مطلوب نایز به بهسازی داشته‌اند.

### بازی‌های موبایل
بازی‌های موبایل در اندونزی، در پی گسترش نفوذ اینترنت، منحصراً از محبوبیت برخوردارند. بازی‌های موبایل استراتژی مانند کلش آو کلنز و بازی جنگ: عصر آتش محبوب‌ترین عنوان‌های سال ۲۰۱۴ در این کشور بوده‌اند. در اندونزی همچنین با وجود مسابقات ورزش‌های الکترونیک برای بازی‌های موبایل مانند وین‌گلوری، که در جاکارتا برگزار می‌شوند، عرصهٔ رقابت قابل توجهی نیز وجود دارد.

## صنعت داخلی

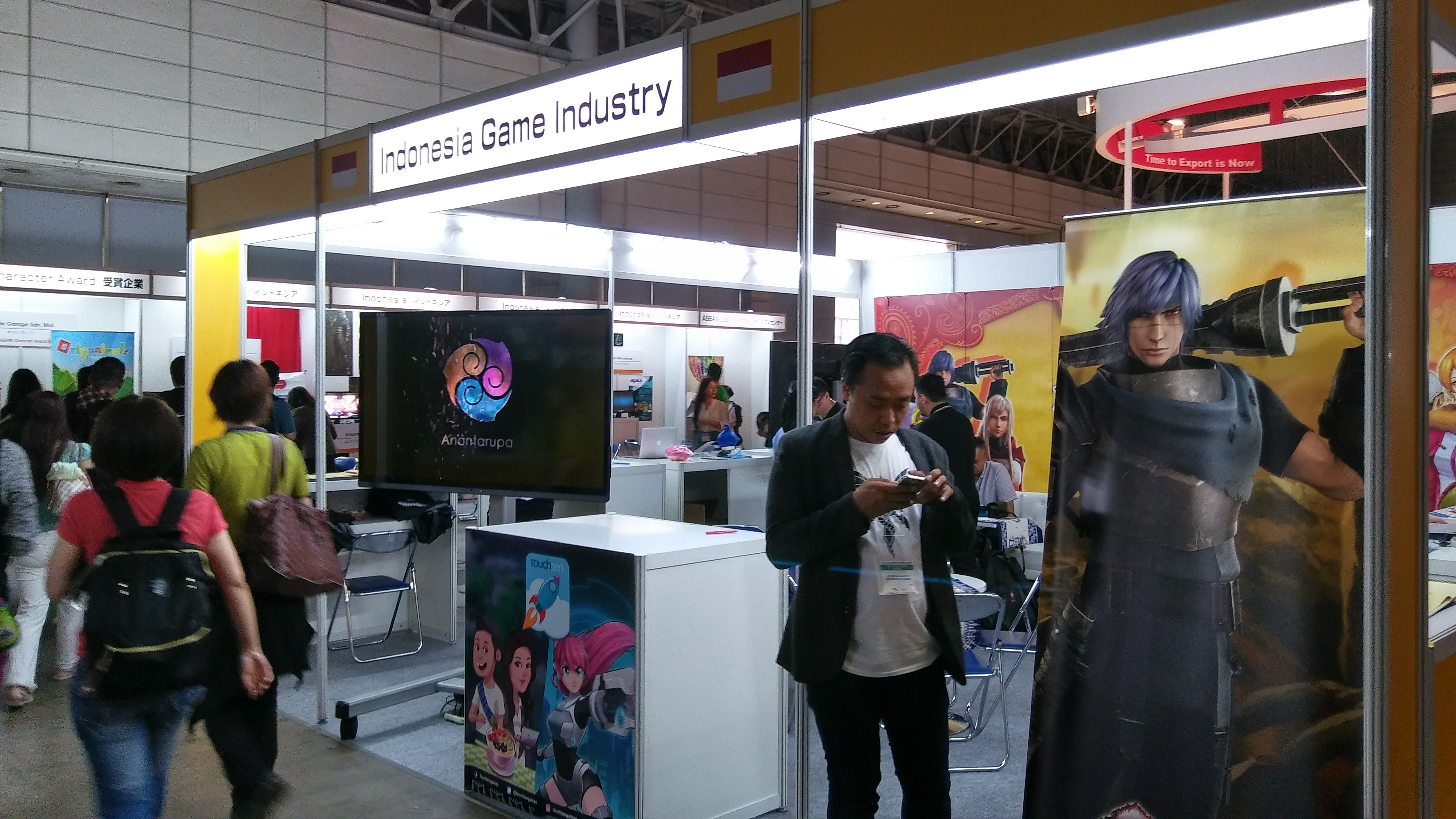
غرفهٔ اندونزی در توکیو گیم شو سال ۲۰۱۶

آژانس اقتصاد خلاق (اندونزیایی: Badan Ekonomi Kreatif یا Bekraf) که در سال ۲۰۱۵ تشکیل شده‌است، یک مرجع دولتی است که به‌عنوان بخشی از وظیفه‌اش جهت توسعهٔ صنایع خلاق اندونزی، مسئول مدیریت و حمایت از روند توسعهٔ صنعت بازی این کشور است. این مرجع از سال ۲۰۱۶ یک نمایشگاه تجاری با نام «گیم پرایم» را نیز با حضور توسعه‌دهندگانی از اندونزی و آسه‌آن به‌صورت سالانه برگزار می‌کند. انجمن بازی اندونزی (اندونزیایی: Asosiasi Game Indonesia) که در سال ۲۰۱۳ تشکیل شده‌است نیز به‌عنوان اتحادیهٔ تجاری این صنعت فعالیت می‌کند.
طبق اعلام بنیاد آمار اندونزی، در سال ۲۰۱۵ صنعت بازی‌های ویدئویی اندونزی ۱٫۷۷٪ (۱۵٫۰۸ تریلیون روپیه اندونزی) از اقتصاد خلاق ملی این کشور را به خود اختصاص داده‌بود و تنها ۲۰٪ از توسعه‌دهندگان این کشور عضو یک اتحادیه بوده‌اند. این صنعت در سال ۲۰۱۷ حداقل ۲٬۲۰۰ فرصت شغلی ایجاد کرده‌است. با این حال به گفتهٔ آنتون سوهاریو، مدیر ارشد اجرایی توسعه‌دهندهٔ داخلی تاچ‌تِن، این صنعت تنها ۱٫۸٪ از بازار داخلی را به خود اختصاص داده‌است. ساموئل آبریجانی پانگراپان، مدیر کل کاربرد داده‌ورزی در وزارت ارتباطات و فناوری اطلاعات اندونزی، آمار متفاوتی را ارائه کرده‌است. به گفتهٔ او سهم این صنعت از بازار داخلی اندونزی در سال ۲۰۱۶ معادل ۱۰٪ بوده‌است.
هدف توسعه‌دهندگان محلی این است که ۵۰٪ از بازار ملی را تا سال ۲۰۲۰ از آن خود کنند. اندی سوریانتو، رئیس انجمن بازی اندونزی در ژانویه ۲۰۱۶ برآورد کرد که حدود ۱٬۰۰۰ توسعه‌دهندهٔ فعال بازی در اندونزی وجود دارد. در مقابل، یونیتی تکنولوژیز این آمار را معادل ۴۰۰ توسعه‌دهنده با تولید بیش از ۱٬۰۰۰ عنوان بازی اعلام کرد. بیشتر عنوان‌های جدید با هدف عرضه در بازار بازی‌های رایانه‌های شخصی یا موبایل ساخته شده‌اند، و اخیراً تنها یک بازی برای پلی‌استیشن ۴ منتشر شده و همچنین هیچ عنوانی برای کنسول‌های مهم دیگر عرضه نشده‌است. بر پایه اعلام یورومونیتور، شرکت لایتو که بازی‌های برخط چندنفره گستردهٔ خارجی مانند رگناروک آنلاین و کراس‌فایر را منتشر می‌کند، بزرگ‌ترین توسعه‌دهندهٔ محلی در زمینهٔ بازدهی بوده‌است.
بسته به عوامل متعدد، بیشتر استودیوهای جدید بازی‌های ویدئویی اندونزی برای مدتی بیشتر از پنج سال در این تجارت باقی نمی‌مانند. چندین بازی موبایل پرفروش در اندونزی عرضه شده‌اند که از جملهٔ آن‌ها می‌توان به بازی تدریجی تاهو بولات که در سال ۲۰۱۷ عرضه شد، اشاره کرد. وزارت صنعت و تجارت اندونزی در سال ۲۰۱۵ بودجه‌ای به مبلغ ۲٫۱ میلیون دلار را جهت آماده‌سازی یک برنامهٔ کاری و پشتیبانی از صنعت بازی این کشور اختصاص داد.

### بازی‌های ویدئویی ساخت اندونزی
بعضی از بازی‌های ویدئویی قابل اشاره که در کشور اندونزی توسعه یافته‌اند عبارتند از:
- سنتو گاکوئن (۲۰۱۱)
- سامورای تایزن (۲۰۱۳)
- درداوت (۲۰۱۴)
- اوربیز (۲۰۱۷)
- لگرند لگسی (۲۰۱۸)
- ریج این پیس (۲۰۱۸)

## درجه‌بندی
اندونزی دارای سیستم درجه‌بندی بازی اختصاصی خود با نام سیستم درجه‌بندی بازی اندونزی است که در سال ۲۰۱۶ توسط وزارت ارتباطات و فناوری اطلاعات اندونزی معرفی شد. این سیستم، بازی‌های ویدئویی را در رده‌های زیر طبقه‌بندی می‌کند:
- SU/Semua Umur (تمامی سنین)
- +۳ (برای سنین ۳ سال و بیشتر)
- +۷ (برای سنین ۷ سال و بیشتر)
- +۱۳ (برای سنین ۱۳ سال و بیشتر)
- +۱۸ (برای سنین ۱۸ سال و بیشتر)

## سرقت
سرقت بازی‌های ویدئویی در اندونزی متداول است؛ به گونه‌ای که گروه بی‌اس‌ای برآورد می‌کند که ۸۴٪ از تمامی نرم‌افزارهای نصب شده در اندونزی در طول سال ۲۰۱۳ غیرمجاز باشند. فروشگاه‌های زیادی در اندونزی بازی‌های ویدئویی دانلود شده به‌صورت غیرقانونی که بر روی دی‌وی‌دی‌ها تکثیر شده‌اند را با قیمت‌هایی که نسبت به قیمت خرده‌فروشی عادی آنها به‌طور قابل ملاحظه‌ای کمتر است، به‌فروش می‌رسانند. به‌عنوان مثال بازی‌های کنسول وی با قیمت ۲۰٬۰۰۰ روپیه اندونزی (۲ دلار) یا کمتر به‌فروش می‌رسند. با توجه به طبیعت قانون حق تکثیر اندونزی، شرکت‌های بازی ویدئویی موظفند که دعاوی خود علیه مغازه‌داران غیرقانونی را به دادگاه بیاورند. اما هزینه‌های این اقدام از فواید آن بیشتر است.
در زمان عرضهٔ کنسول‌های مبتنی بر بازی‌های آنلاین مانند پلی‌استیشن ۳ در اندونزی، در ابتدا فروشندگان مجاز توزیع این کنسول را کنترل می‌کردند. با این حال زمانی که سرقت بازی‌های ویدئویی در اندونزی شرت گرفت، این توزیع‌کنندگان از این کشور عقب‌نشینی کردند و این موضوع منجر به کمیاب شدن نسخه‌های قابل اعتماد بازی‌های ویدئویی و افزایش قیمت‌ها، و در نتیجه افزایش بیشتر سرقت در این بازی‌ها در اندونزی شد.